# 勒布瓦罗贝尔
勒布瓦罗贝尔（法語：Le Bois-Robert，法語發音：[lə bwa ʁɔbɛʁ]）是法国滨海塞纳省的一个市镇，属于迪耶普区。

## 地理
勒布瓦罗贝尔（49°50'9"N, 1°8'57"E）面积4.95 平方千米，位于法国诺曼底大区滨海塞纳省，该省份为法国北部沿海省份，其西部及北部濒大西洋英吉利海峡，东起顺时针与索姆省、瓦兹省、厄尔省和卡爾瓦多斯省接壤。
与勒布瓦罗贝尔接壤的市镇（或旧市镇、城区）包括：拉沙佩勒迪布尔盖、拉绍塞、马蒂尼、圣日耳曼代塔布勒。

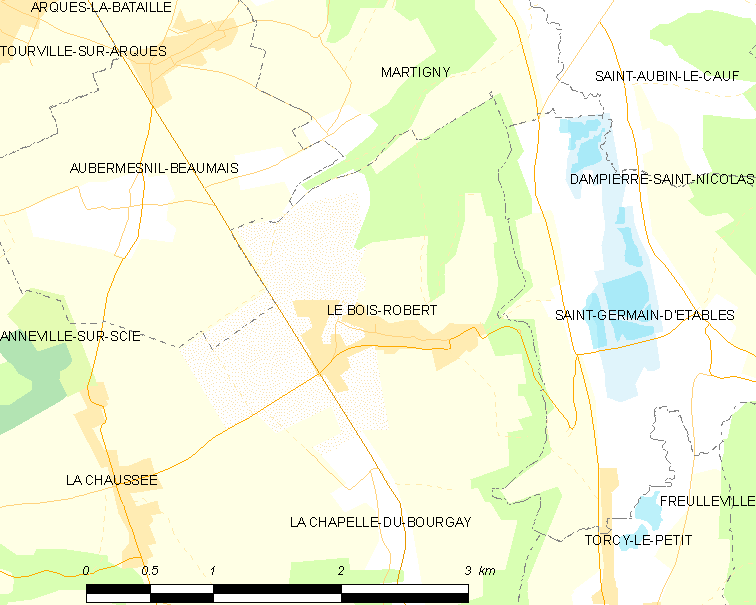
勒布瓦罗贝尔的OSM定位图

勒布瓦罗贝尔的时区为UTC+01:00、UTC+02:00（夏令时）。

## 行政
勒布瓦罗贝尔的邮政编码为76590，INSEE市镇编码为76112。

## 政治
勒布瓦罗贝尔所属的省级选区为吕讷赖县。

## 人口

1962-2008年间勒布瓦罗贝尔人口变化图示

勒布瓦罗贝尔于2022年1月1日时的人口数量为385人。